# Malungos
O GRCES Malungos foi uma escola de samba da cidade de São Paulo, fundada no ano de 1987.

## História
Foi criada por Vera Regina, uma moradora do bairro do Caxingui, onde funcionou a primeira sede da agremiação, que posteriormente mudou-se para Vila Diva.
A escola permaneceu por muitos anos filiada à UESP, disputando grupos menores do Carnaval Paulistano, até ser incorporada pelo antigo Bloco Independente, que adotou a denominação GRCES Malungos Independente (atual Independente Tricolor).

## Carnavais
| Ano  | Colocação | Grupo   | Enredo                                                                                                  | Ref.   |
| ---- | --------- | ------- | --- | ------ |
| 1990 | 2º Lugar  | 4       | Ilha do Bananal, Terra dos Carajás                                                                      | [ 2 ]  |
| 1991 | 3º Lugar  | 3       | Quilombolas                                                                                             | [ 3 ]  |
| 1992 | 3º Lugar  | 3       | O Mundo Encantado das Crianças                                                                          | [ 4 ]  |
| 1993 | 6º Lugar  | 2       | Yjo de Jacuta - Festa de Xangô                                                                          | [ 5 ]  |
| 1994 | 11º Lugar | 2       | Da Era de Aquário ao Astro Rei                                                                          | [ 6 ]  |
| 1995 | 6º Lugar  | 3       | Tia Ciata e as Baianas                                                                                  | [ 7 ]  |
| 1996 | 4º Lugar  | 3       | Mar de Ilusões                                                                                          | [ 8 ]  |
| 1997 | 4º Lugar  | 3       | | [ 9 ]  |
| 1998 | 4º Lugar  | 2       | Lua, Um Brilho em Nosso Carnaval                                                                        | [ 10 ] |
| 1999 | 5º Lugar  | 2       | A Sorte Está no Ar                                                                                      | [ 11 ] |
| 2000 | 6º Lugar  | 2       | 500 Anos de Brasil Exaltando Suas Culturas                                                              | [ 12 ] |
| 2001 | 6º Lugar  | 2       | Nossa Madrinha Mocidade Alegre                                                                          | [ 13 ] |
| 2002 | 6º Lugar  | 2 Oeste | Um Sonho Africano no Quilombo dos Malungos                                                              | [ 14 ] |
| 2003 | 6º Lugar  | 3 Leste | No Princípio Eram as Deusas, Hoje São as Mulheres                                                       | [ 15 ] |
| 2004 | 5º Lugar  | 3 Leste | Adoniran, O Paulista Que Se Eternizou                                                                   | [ 16 ] |
| 2005 | 6º Lugar  | 3 Leste | Festa da Periferia                                                                                      | [ 17 ] |
| 2006 | 3º Lugar  | 3       | A Natureza Implora                                                                                      | [ 18 ] |
| 2007 | 12º Lugar | 2       | Mundo de Magia e Fantasia                                                                               | [ 19 ] |
| 2008 | 13º Lugar | 3       | Quilombolas (reedição de 1991)                                                                          | [ 20 ] |
| 2009 | 6º Lugar  | Espera  | Malungos Contam, Cantam e se Encantam com o Mestre Sala dos Mares João Cândido, Sua História Não Acabou |        |